# Michel Maurice-Bokanowski
Pour les articles homonymes, voir Bokanowski.
Michel Maurice-Bokanowski, né le 6 novembre 1912 à Paris et mort le 3 mai 2005 dans la même ville, est un homme politique français aux origines polonaises.

## Biographie
Il est le fils de Maurice Bokanowski, ministre dans deux gouvernements Poincaré d'après la Première Guerre mondiale (marine en 1924 ; puis en 1926 commerce, industrie, PTT et transports aériens jusqu'à son décès dans un accident d'avion le 2 septembre 1928).

## Jeunesse
Dans sa jeunesse, Michel Maurice-Bokanowski fut un collaborateur d'André Citroën de 1932 à 1937, puis chef de service chez Philips-France de 1936 à 1939. Pendant la guerre, il s'engage, après la débâcle, dans les corps francs d'Afrique, puis dans les Forces Françaises Libres où il s'illustrera plusieurs fois à la tête d'un peloton de chars. Il termine le conflit lieutenant de vaisseau.

## Carrière
Il reprend la vie civile comme administrateur de sociétés, et se lance dans la vie politique : secrétaire général du RPF pour la région parisienne de 1948 à 1951, il est élu député de la Seine sous cette étiquette en 1951, et réélu en 1956 comme  républicain social.
En 1958, avec l'avènement de la Ve République, il est réélu avec l'étiquette UNR, et de même en 1962. Il devient maire d'Asnières-sur-Seine en 1959 et sera réélu 5 fois. Entre-temps, il est devenu secrétaire d'État à l'Intérieur dans le gouvernement Debré du 8 janvier 1959 au 5 février 1960, puis il est ministre des PTT du 5 février 1960 au 14 avril 1962 ; et ministre de l'Industrie dans les deux gouvernements Pompidou du 14 avril 1962 au 8 janvier 1966. En 1968, il renoue avec le Parlement ; élu sénateur UDR puis RPR, des Hauts-de-Seine, il le restera durant trois mandats de neuf ans, jusqu'en 1995. Il vient alors de perdre sa mairie avant la fin de son 6e mandat ; à la suite d'une dissidence au sein de sa majorité, il a été battu dans une élection partielle en mars 1994. Il se retire alors de la vie politique active.
Il meurt en 2005 à l'âge de 92 ans. Il est inhumé au cimetière du petit village de Croisilles dans l'Eure-et-Loir.

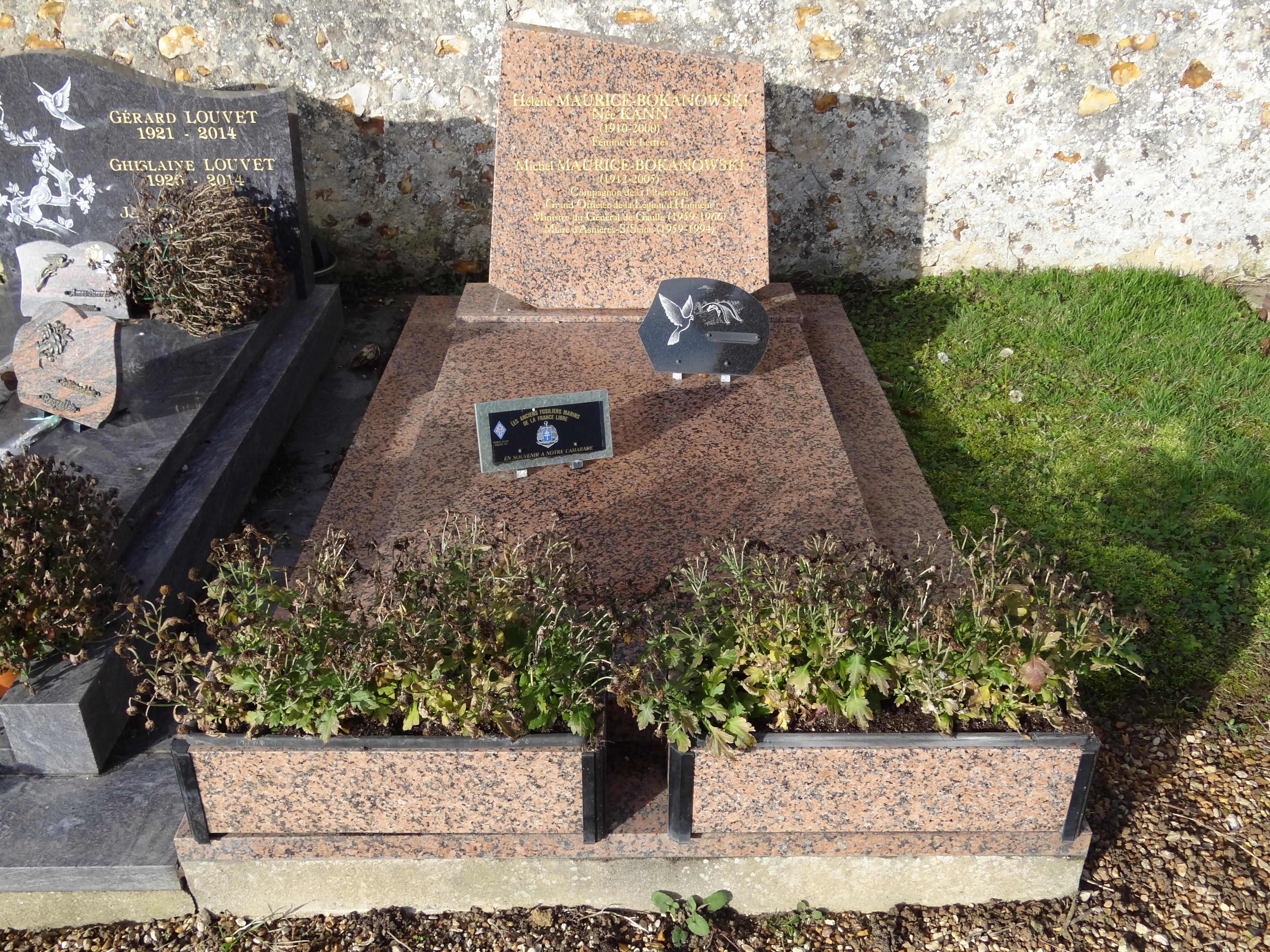
La tombe de Michel Maurice-Bokanowski au cimetière de Croisilles (Eure-et-Loir).

## Décorations
- Grand officier de la Légion d'honneur (1995)
- Compagnon de la Libération (19 octobre 1945)[3]
- Croix de guerre 1939–1945 (7 citations)
- Commandeur de l'ordre du Mérite postal, de droit en tant que ministre des PTT[4].